# 감지은니묘법연화경 권7 (보물 제352호)
감지은니묘법연화경 권7(紺紙銀泥妙法蓮華經 卷七)은 서울특별시 서대문구 이화여자대학교박물관에 있는 고려시대의 불경이다. 1963년 1월 21일 대한민국의 보물 제352호로 지정되었다.

## 개요
묘법연화경은 줄여서 ‘법화경’이라고 부르기도 하는데, 우리나라 천태종의 근본경전으로 부처가 되는 길이 누구에게나 열려 있다는 것을 기본사상으로 하고 있다. 화엄경과 함께 우리나라 불교사상의 확립에 가장 크게 영향을 끼쳤으며, 우리나라에서 유통된 불교경전 가운데 가장 많이 간행된 경전이다.
감지은니묘법연화경 권7(紺紙銀泥妙法蓮華經 卷七)은 검푸른 색의 종이에 은가루를 사용하여 불경의 내용을 옮겨 쓴 것으로, 묘법연화경 전 7권 가운데 마지막 권 제7이다. 병풍처럼 펼쳐서 볼 수 있는 형태이며, 접었을 때의 크기는 세로 33.5cm, 가로 11.5cm이다. 고려 우왕 12년(1386)에 죽산군부인(竹山郡夫人) 김씨 등이 시주하여 각보(覺普)의 주선으로 각연(覺連)이 만들었다는 내용이 책 끝부분의 간행기록에 자세하게 적혀있다.
다른 경전에 비하여 간행기록이 구체적이고 완전하게 작성된 것이 특징인데, 시주자의 가족만을 위한 기원이 아니라 보편적으로 국왕과 국가를 위한 기원이 앞서고 있다.

## 같이 보기
- 묘법연화경

## 참고 자료
- 감지은니묘법연화경 권7 - 국가유산청 국가유산포털